# Frederic Cristià I de Schleswig-Holstein-Sonderburg-Augustenburg
Frederic Cristià I de Schleswig-Holstein-Sonderburg-Augustenburg (en alemany Friedrich Christian I von Schleswig-Holstein-Sonderburg-Augustenburg) va néixer a Augustenborg el 6 d'abril de 1721 i va morir a la mateixa ciutat el 13 de novembre de 1794. Era el fill gran de Cristià August (1696-1754) i de Frederica Lluïsa de Danneskiold-Samsøe (1699-1744).

## Matrimoni i fills
El 1782 es va casar amb Carlota Amàlia de Schleswig-Holstein-Sonderburg-Plon (1744-1770) filla de Frederic Carles (1706-1761) i de Cristina Reventlon (1711-1779). El matrimoni va tenir set fills: 
- Lluïsa (1763-1764)
- Lluïsa Carlota Carolina (1764-1815)
- Frederic Cristià II (1765-1814), que es va casar amb Lluïsa Augusta de Dinamarca (1771-1843).
- Frederic Carles (1767-1841), que es va casar amb Sofia de Scheel.
- Cristià August (1768-1810).
- Sofia Amàlia (1769)
- Carles Guillem (1770-1771)